# 茂村泰彦
茂村 泰彦（しげむら やすひこ、5月30日 - ）は、島根県生まれ、広島県出身の作詞家,作曲家,編曲家,シンガーソングライター,音楽プロデューサー。

## 略歴
1977年 サーカスのメンバーとして「月夜の晩には」でプレデビュー。しかし翌年、ロック志向を理由に脱退。
1980年 9月に「茂村泰彦&ミスティーブロック」で徳間ジャパンよりアルバム『Lovin' So...』をリリース。根津甚八との全国ツアーのオープニングアクト、ステージサポートで参加。
1988年 - 茂村泰彦ソロ活動開始。アラン・プロストとアイルトン・セナが出演した昭和シェル石油 '88フォーミュラーシェルのテレビCMに楽曲使用。
1989年 5月 - 「OUT OF TOWN」発売。テレビ朝日「いつか行く旅」テーマソング
1991年・1992年　映画「ファンキー・モンキー・ティーチャー 1 .2 」音楽担当。映画「極道ステーキ」音楽担当。
ダイナマイト・シゲ名義で、アニメ「新世紀GPXサイバーフォーミュラ」で挿入歌を担当した事を機に、続編での主題歌や、キャラクターソングCDのプロデュースなどを担当。その後、多くのアニメに作家やボーカリストとし参加。
マイク・ポーカロ（TOTO）、ブルース・ワトソン（FOREIGNER）、デニー・フォンハイザー（HEART）らと共演。
1997年〜アメリカ・ウエストコーストサウンド特にイーグルスのサウンドを追求したバンド『KACTUS』結成、毎年全国ライブ活動を行っている。
1998年 - 前田亘輝のソロツアーにギター,ブルースハープ,バッキングボーカルで参加。
1998年〜2001年 - 19の結成から解散まで音楽プロデューサーを務める。
2013年　25年ぶりのソロ・アルバム『Journey Man』リリース。毎年全国ソロツアー・Journey Manを行っている。
2015年　黒沢健一のセルフカバー・アルバム『LIFETIME BEST "BEST VALUE"』への参加を機にライブ活動・音楽プロデュース等も行う。

## ディスコグラフィー
- 茂村泰彦
  - アルバム 『Lovin' So...』（1980年）
  - Break a trap for yourself -赤い光弾ジリオン挿入歌（1987年）
  - I Remember You - OVA『沙羅曼蛇』エンディング曲（1988年）
  - CRAZY LOVE  - OVA『宇宙の戦士』挿入歌（1988年）
  - MAY BE TOMORROW  - OVA『宇宙の戦士』挿入歌（1988年）
  - シングル 「Love Arrive」 （1988年9月21日）
  - アルバム 『Jumpin' Jack Dream』 （1988年11月21日）
  - シングル 「Out of Town」 （1989年5月21日）
  - DEAD END LOVE -『鎧伝サムライトルーパー 輝煌帝伝説』（1989年）／鎧伝サムライトルーパーMESSAGE ヴォーカル集：『風』（1991年）　
  - シングル 「最後のコイン」（1991年11月6日）
  - アルバム 『Journey Man』（2013年）
  - アルバム『On the Road ,From the Sky』（2018年）
  - シングル『The River』（2021年）

- ダイナマイト・シゲ
  - I've Got To Ride
  - LONG SILENCE（『機動警察パトレイバー』新OVAエンディングテーマ）
  - ダイナマイト・シゲ見参他、『新世紀GPXサイバーフォーミュラ』作品に多く登場

- カクタス
  - KACTUS KAFE
  - GAS FOOD LODGING
  - Rock'n' Roll Band（2015年）

- 末上恵・茂村泰彦’s Double Trouble　
  - Double Trouble Album

## 主な提供作品
- 浦西真理子
  - スターダストアイズ（作曲）
- 影山ヒロノブ
  - SARAH　- アルバム「BROKEN HEART」より（作詞・作曲）
- 加藤紀子
  - この道を歩いてく（作曲）
- 黒沢健一
  - LIFETIME BEST "BEST VALUE"（ボーカル・ディレクション＆バッキングボーカルアレンジ）
  - Looking For The Places（編曲・プロデュース）
  - Boots（編曲・プロデュース）
- 斉藤さおり
  - 涙をGET AWAY（作曲・編曲）
  - I NEED YOUR LOVIN'（作曲）
- 桜っ子クラブさくら組
  - もう一度笑ってよ（作曲）
- 渋谷哲平
  - よ・し・な・よ フィージィ（共作詞・作曲・編曲）
- 19
  - あの青をこえて（編曲）
  - あの紙ヒコーキ くもり空わって（編曲）
  - すべてへ（編曲）
  - 果てのない道（編曲）
  - 水・陸・そら、無限大（編曲）
  - 足跡（共作曲・編曲）他多数
- 高樹澪
  - 揺れてラプソディー（作曲）
- 髙橋真梨子
  - ハッピーエンドは金庫の中 - アルバム「RIPPLE」より（作曲）
  - オレンヂ（作曲）
  - バイバイ（作曲）
  - Not So Bad　(作曲）
  - ありがとう（共作詞・作曲）
- 高橋由美子
  - WILL YOU MARRY ME ?（作曲）
- たけし軍団 COUNT DOWN
  - CONFUSION（作詞・作曲）
  - 一枚の写真（作曲）
- TUBE
  - FACE THE BIG WAVE - アルバム「SUMMER DREAM」より（作曲）
- 中森明菜
  - 目をとじて小旅行（イクスカーション） - アルバム「ファンタジー〈幻想曲〉」より（作曲）
- 夏川りみ
  - 愛ならそこにあるでしょう（作詞・作曲・編曲）
- 間寛平
  - 最後のコイン（作曲）...映画「ファンキー・モンキー・ティーチャー」主題歌
- 早見優
  - くやしいけれど I LOVE YOU（作詞・作曲）
  - GUZU（作詞・作曲）
  - 夜風とセレナーデ（作詞・作曲）
  - Hard Luck Woman（作詞・作曲）
- ビートたけし
  - 見る前に跳べ（作曲）
  - ライブ　イン　スクールバス（作曲）
- 前田亘輝
  - Go For Broke（作曲）
- 三石琴乃
  - ダーリン I LOVE YOU（作曲）
- 森口博子
  - サムライハート　鎧伝サムライトルーパー主題歌（作曲）
  - 君をみつめて 機動戦士ガンダムF91より（作詞・作曲）